# Гонората (Одесская область)
Гонора́та (укр. Гонората) — село, относится к Подольскому району Одесской области Украины.
Население по переписи 2001 года составляло 698 человек. Почтовый индекс — 66325. Телефонный код — 4862. Занимает площадь 2,12 км². Код КОАТУУ — 5122981701.

## Местный совет
66325, Одесская обл., Подольский р-н, с. Гонората